# Frank Shorter
Frank Shorter (Múnich, Alemania, 31 de octubre de 1947) es un atleta estadounidense que ganó la prueba de Maratón en los Juegos Olímpicos de Múnich 1972 y fue medalla de plata en la de Montreal 1976, 
Nació en Alemania porque su padre era un militar estadounidense que estaba destinado allí. De regreso a Estados Unidos cursó estudios de secundaria en la Mount Hermon School de Massachusetts, y más tarde en la Universidad de Yale, donde se licenció en psicología en 1969. En 1975 se licenciaría en derecho por la Universidad de Florida.
En 1969 se proclamó campeón nacional universitario de los 10.000 metros. En 1970 ganó los 5.000 y los 10.000 metros de los Campeonatos de Estados Unidos. Volvería a ser campeón nacional de los 10.000 metros en 1971, 74, 75 y 77. También fue ganador de los 10.000 m y la maratón en las pruebas de selección para los Juegos Olímpicos de 1972 y 1976, además de ser cuatro veces consecutivas campeón de Estados Unidos de cross-country (1970-1974)
En los Juegos Panamericanos de 1971 celebrados en Cali, Colombia, ganó las medallas de oro en 10.000 metros y en maratón. Ese mismo año ganó por primera vez la prestigiosa Maratón de Fukuoka, algo que repetiría en los tres años siguientes.
Pero el mayor éxito de su carrera deportiva fue el triunfo en la maratón de los Juegos Olímpicos de Múnich 1972. Pocos días antes de la carrera había finalizado quinto en la prueba de 10.000 metros, justo un puesto por detrás del español Mariano Haro, que fue cuarto.
Los principales favoriotos para ganar el oro en maratón eran el británico Ron Hill y el australiano Derek Clayton, plusmarquista mundial. Hill y Clayton tiraron fuerte en los primeros kilómetros e incluso llegaron a cobrar ventaja sobre el grupo de Shorter, pero pocos kilómetros después este les dio alcance, y ya se fue en solitario hacia la meta.
En el km 20 tenía ya 29 segundos de ventaja sobre sus perseguidores, y a partir de ahí siguió aumentando. Finalmente ganó la prueba con 2h12:19 A más de dos minutos llegó el belga Karel Lismont (plata con 2h14:31) y a casi tres el etíope Mamo Wolde (bronce con 2h15:08) 
Shorter era el primer americano en ganar la maratón olímpica desde que lo hiciera John Hayes en Londres 1908. Recibió el Premio James E. Sullivan como mejor atleta estadounidense de ese año.
Participó en sus segundos Juegos Olímpicos en Montreal 1976, de nuevo en los 10.000 metros y en la maratón. Estaba considerado el gran favorito para revalidar el título olímpico de maratón. En el kilómetros 25 decidió romper la carrera yéndose en solitario. Sin embargo en el kilómetro 34 fue superado por Waldemar Cierpinski, un alemán oriental de 25 años casi desconocido, que finalmente ganó la medalla de oro con un nuevo récord olímpico (2h09:55), mientras Shorter llegó a 50 segundos del ganador y tuvo que conformarse con la plata.
Shorter decidió retirarse del atletismo en 1977, aunque regresó brevemente en 1979 ganando una medalla de bronce en los 10.000 metros de los Juegos Panamericanos de San Juan de ese año 
Luego fundó una compañía de ropa deportiva llamada Frank Shorter Sports. También ha trabajado como comentarista deportivo en televisión y fue presidente de la Agencia Antidopaje de Estados Unidos.
En 1984 fue incluido en el Salón de la Fama del atletismo estadounidense. 
En 1989 se proclamó campeón mundial de biatlón para veteranos.

## Marcas personales
- 5.000 metros - 13:26,60 (Nyköping, 07 Jul 1975)
- 10.000 metros - 27:45,91 (Londres, 29 Ago 1975)
- Marathon - 2h10:30 (Fukuoka, 3 Dic 1972)